# Yau Tong
Yau Tong (chiński: 油塘) – jedna ze stacji MTR, systemu szybkiej kolei w Hongkongu, na Kwun Tong Line i Tseung Kwan O Line. Jest to jedyna stacja Tseung Kwan O Line położona w Kowloon.
Stacja została otwarta 4 sierpnia 2002.